# Kenneth Colley
Kenneth Colley, född 7 december 1937 i Manchester, död 30 juni 2025 i Ashford, Kent, var en brittisk skådespelare.

## Rollista i urval
- 1970 – Music Lovers
- 1970 – Performance
- 1971 – Djävlarna
- 1977 – Stackars Dennis
- 1979 – Ett herrans liv
- 1980 – Rymdimperiet slår tillbaka
- 1982 – Firefox
- 1983 – Jedins återkomst
- 1985 – Wallenberg - historien om en hjälte (TV-film)
- 1986 – Mullvaden
- 1988 – Krig och hågkomst (TV-serie) (2 avsnitt)
- 1990 – I Hired a Contract Killer
- 1990 – Pappa Stalins farväl (TV-film)
- 1991 – Kommissarie Morse (TV-serie) (1 avsnitt)
- 1992 – Bohemernas liv
- 1996 – Brassed Off
- 2001 – Morden i Midsomer (TV-serie) (1 avsnitt)
- 2006 – Gamla snutar, nya spår (TV-serie) (1 avsnitt)
- 2013 – Ett fall för Vera (TV-serie) (1 avsnitt)
- 2016 – Peaky Blinders (TV-serie) (2 avsnitt)